# Лаїалепа-Лахт
Лаїалепа-Лахт (ест. Laialepa laht, інша назва — ест. Junkrulaht) — озеро в Естонії, що розташоване в повіті Сааремаа.